# Mateo Cerezo der Jüngere

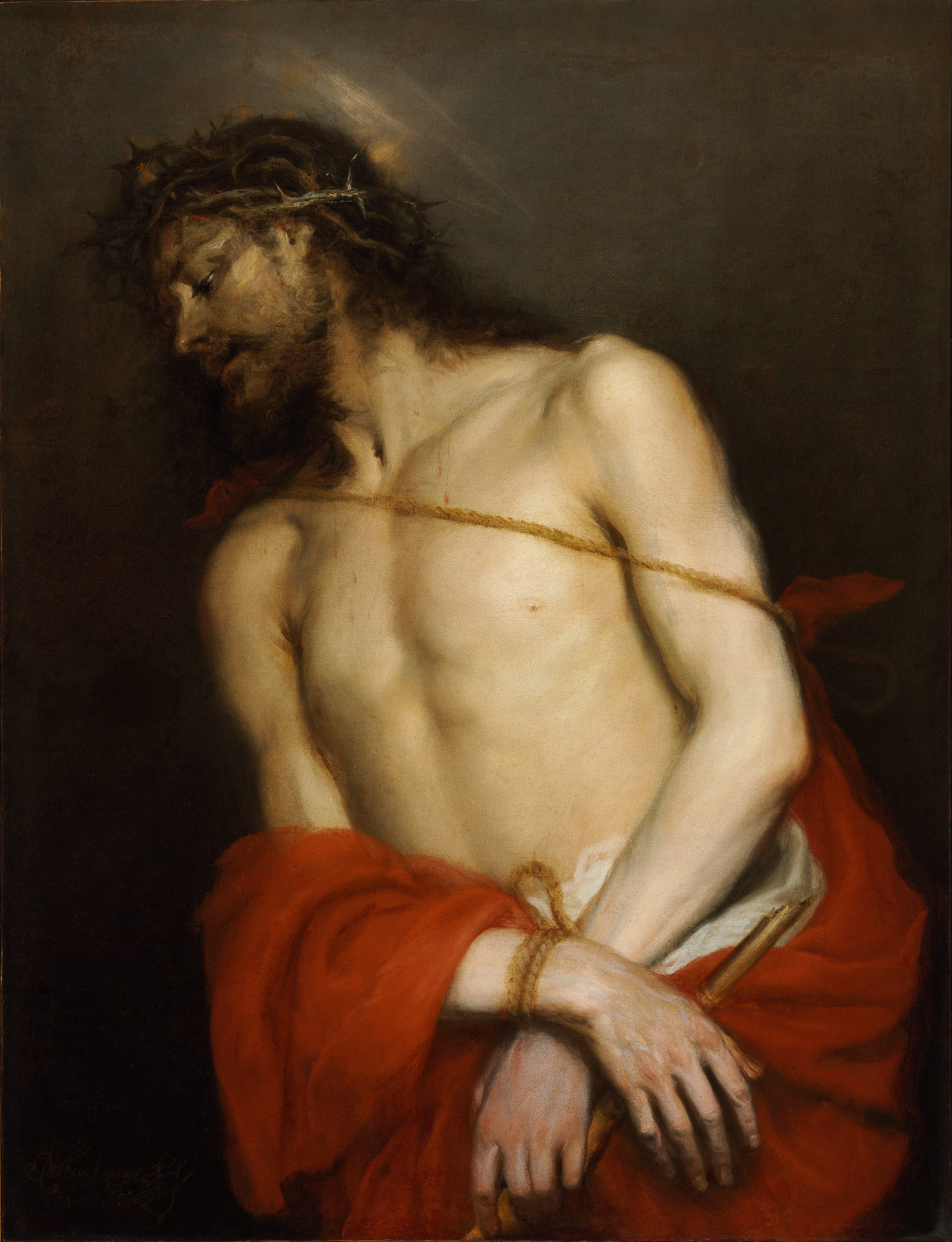
Mateo Cerezo: Ecce Homo, 98 × 75 cm, Szépművészeti Múzeum, Budapest

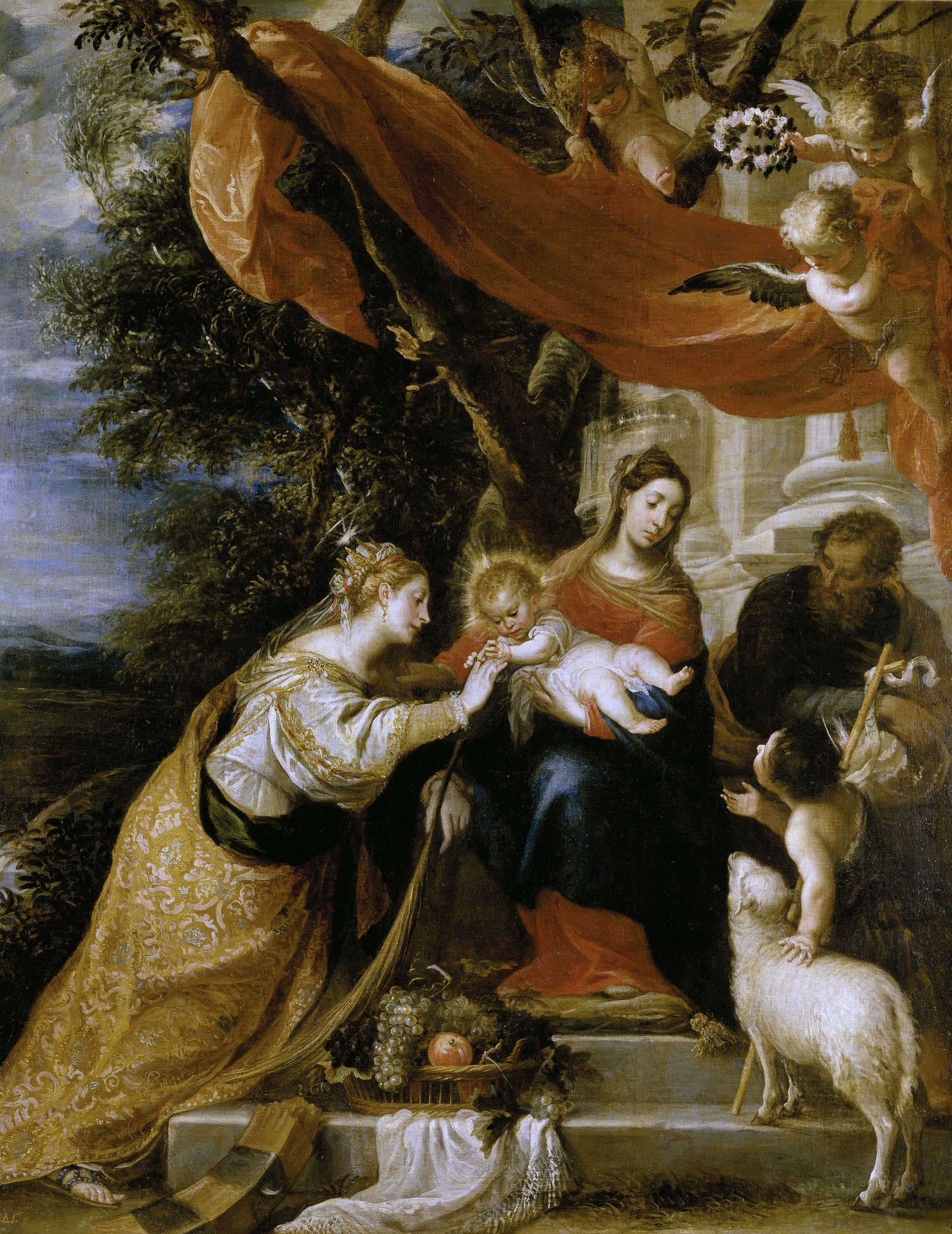
Mateo Cerezo: Mystische Hochzeit der Heiligen Katharina, 1660, 207 × 163 cm, Madrid, Museo del Prado

Mateo Cerezo der Jüngere (* vor dem 19. April 1637 in Burgos; † 29. Juni 1666 in Madrid) war ein spanischer Maler des Barock und trotz seines frühen Todes im Alter von nur 29 Jahren einer der bedeutendsten Meister der Madrider Malerschule.

## Biografie
Er war der Sohn des Malers Mateo Cerezo Muñoz (auch genannt Mateo Cerezo d. Ä.) und der Isabel Delgado, der Tochter eines bekannten Goldschmieds aus Burgos. Eine erste Ausbildung erhielt er von seinem Vater. Früh ging er nach Madrid, wo er zu einem der besten und vielversprechendsten Schüler von Juan Carreño de Miranda wurde; wahrscheinlich arbeitete er ab etwa 1645 auch als Mitarbeiter an einigen Werken Carreños.
Cerezos eigener Stil war von spanischen Vorbildern wie Antonio de Pereda, Carreño und Bartolomé Esteban Murillo geprägt, außerdem von Tizian, Veronese, Correggio und Anthonis van Dyck, deren Werke er in den königlichen und anderen Privatsammlungen kennengelernt hatte. Er war besonders in Madrid, vorübergehend auch in Burgos, Valladolid und Valencia tätig, wo er vor allem tief empfundene Altargemälde für diverse Kirchen und Andachtsbilder für den häuslichen Gebrauch malte.
Sein letztes Werk war laut Palomino ein Letztes Abendmahl im Refektorium des Konvents der Augustiner-Rekollekten in Madrid, das heute nur noch durch einen Druck von José del Castillo von 1778 bekannt ist. Cerezos Abendmahl wurde in den napoleonischen Kriegen vor 1811 durch Joseph Bonaparte konfisziert, war 1932 im Besitz des Marquis de Goicoerrotea, der es im gleichen Jahr für 50 000 Peseten verkaufte, und ist heute verschollen (Stand 2018).
Mateo Cerezo war ein sehr fleißiger Maler und hinterließ ein angesichts seines frühen Todes relativ umfangreiches Œuvre. Seine Gemälde finden sich u. a. in den Kirchen von Madrid und Umgebung, Burgos, Valladolid und Valencia; ein Bestand von mindestens 10 Bildern im Prado zu Madrid, ein Ecce homo in der Landesgalerie in Budapest, ein Christus am Kreuz im Berliner Museum und andere Werke verstreut in diversen Museen.
Palomino erwähnt, dass auch seine „bodegoncillos“ seiner Zeit sehr bekannt waren, sie seien „mit so überragender Meisterschaft gemalt, dass niemand sie übertreffen konnte, wenn ihm auch einige gleichkamen“ („con tan superior excelencia, que ningunos le aventajaron, si es que le igualaron algunos“). Das einzige datierte Bodegón (1664) von Cerezo befindet sich im Museo de Bellas Artes in Mexiko-Stadt.

## Werke (Auswahl)
Alle genannten Bilder wurden in Öl auf Leinwand gemalt:
- Mystische Hochzeit der Heiligen Katharina, 1660, 207 × 163 cm, Prado, Madrid
- Maria Immaculata (Unbefleckte Empfängnis), um 1660, 211,5 × 147,5 cm, Prado, Madrid
- Stigmatisation des Heiligen Franziskus, um 1660, 170 × 110 cm, Prado, Madrid
- Erscheinung der Jungfrau vor dem Heiligen Franziskus, ca. 1660–1664, 246 × 176 cm, Museo Lazaro Galdiano, Madrid
- Büßende Maria Magdalena, 1661, 103 × 83 cm, Rijksmuseum, Amsterdam
- Büßende Maria Magdalena, 1664, 100 × 80 cm, Wien, Galerie Graf Czernin
- Ecce Homo, ca. 1660–1666, 98 × 75 cm, Szépművészeti Múzeum, Budapest
- Vision des Heiligen Augustinus, 1663, 208 × 126 cm, Prado, Madrid
- Eine arme Seele vor dem Gericht, 1663–1664, 145 × 104 cm, Prado, Madrid
- Geburt Christi, 140 × 120 cm, Gallery Dereck Johns, London
- Himmelfahrt Mariä, 237 × 169 cm, Prado, Madrid (?)
- Bodegón mit Fisch und Brot, 1664, Museo Nacional de San Carlos, Mexiko-Stadt

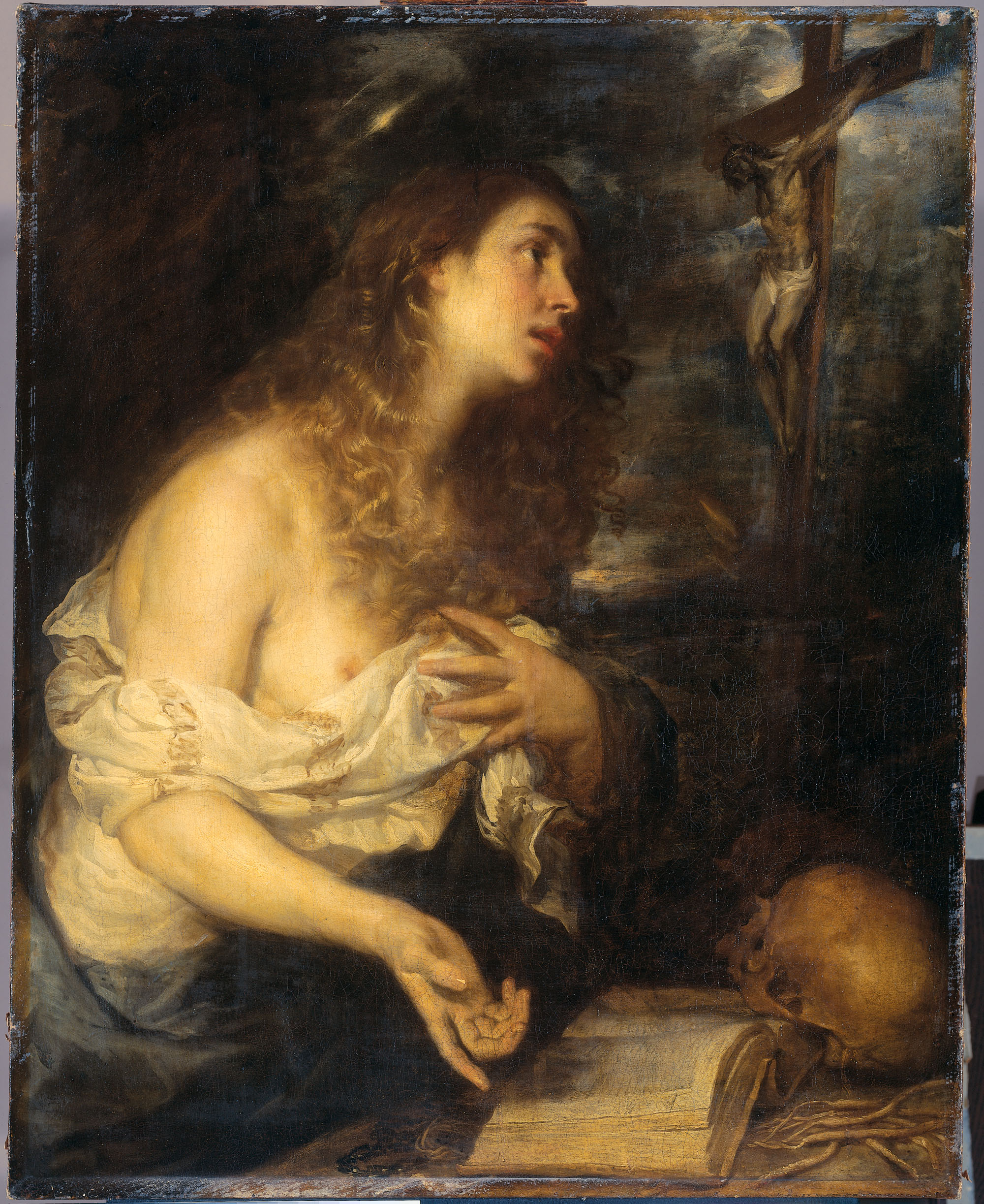
Büßende Maria Magdalena, 1661, 103×83 cm, Rijksmuseum, Amsterdam
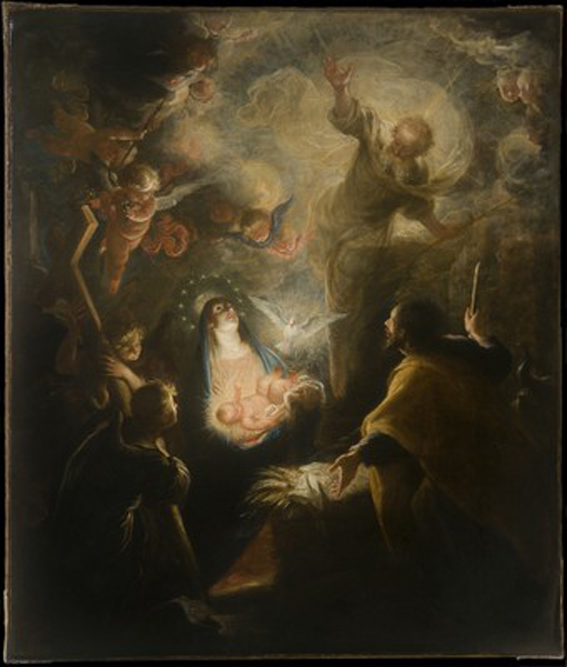
Geburt Christi, 140 × 120 cm, Galery Dereck Johns, London
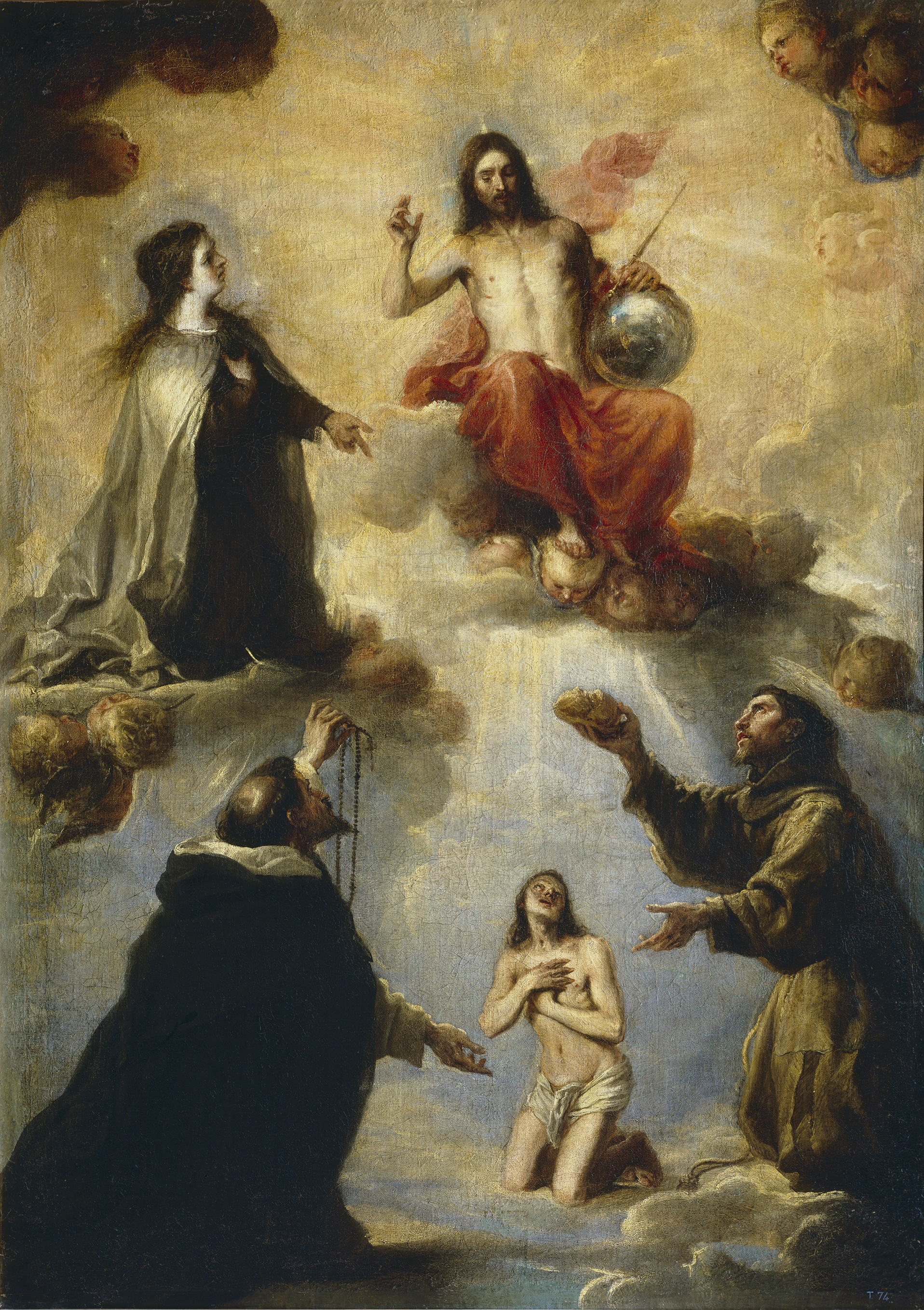
Eine arme Seele vor dem Gericht, 1663–1664, 145 × 104 cm, Prado, Madrid
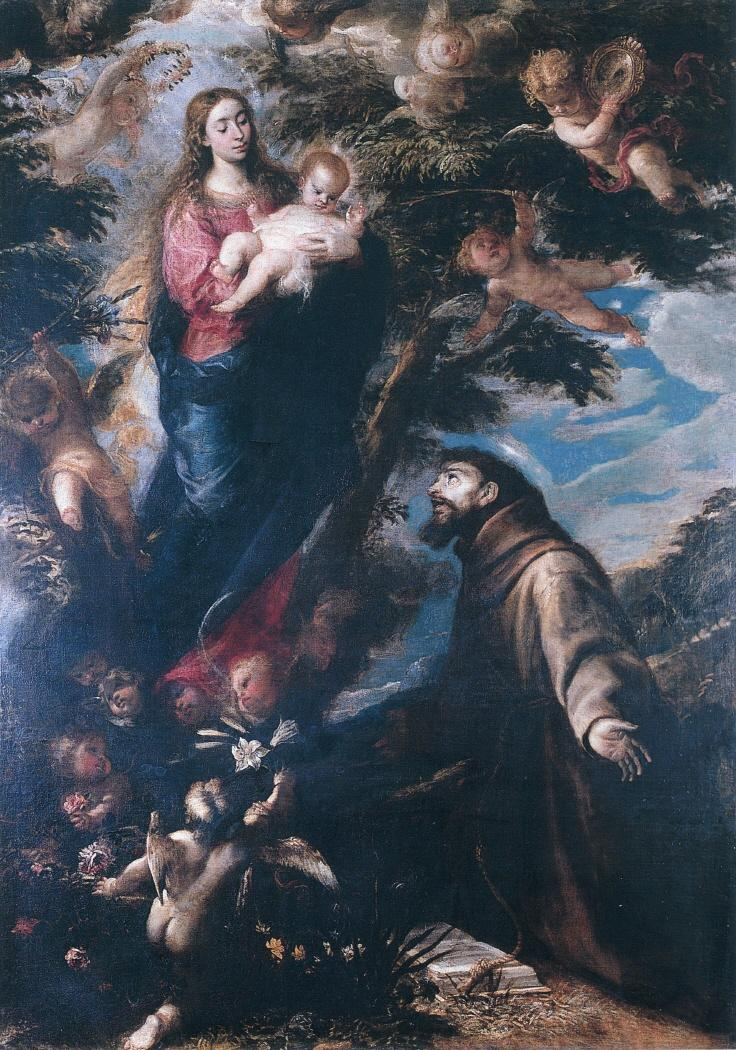
Erscheinung der Jungfrau vor dem Heiligen Franziskus, ca. 1660–1664, 246 × 176 cm, Museo Lazaro Galdiano, Madrid